# النز آیلند، نیوفاندلند ولابرادور
النز آیلند (به انگلیسی: Allan's Island) یک منطقهٔ مسکونی در نیوفاندلند و لابرادور است.

## خصوصیات
النز آیلند ۱۸۷ نفر جمعیت دارد.